# Sébastien Truchet
Pour les articles homonymes, voir Truchet.
 (mai 2010).
Si vous disposez d'ouvrages ou d'articles de référence ou si vous connaissez des sites web de qualité traitant du thème abordé ici, merci de compléter l'article en donnant les références utiles à sa vérifiabilité et en les liant à la section « Notes et références ».
De son nom civil Jean Truchet, en religion le Père Sébastien, qu’on nomme souvent Sébastien Truchet, est un inventeur français dans le domaine des mathématiques, de l'hydraulique, du graphisme et de la typographie, né à Lyon en 1657, et mort à Paris le 5 février 1729.

## Biographie
Né à Lyon, il entre entra chez les Carmes à l'âge de dix-sept ans. Il se forme dans le cabinet de Nicolas Grollier de Servière à Lyon, objet de curiosité alors pour les voyageurs et les étrangers.
Sa renommée franchit les frontières, et lorsque Pierre le Grand vient à Paris en 1717, il va voir le père Sébastien, et veut boire avec lui dans le même verre.
Il est admis comme membre honoraire à l'Académie des sciences en 1699. Fontenelle a fait son Éloge.

## Travaux scientifiques
- Il prend une grande part dans l'établissement de la conduite des eaux dans les jardins de Versailles. Consulté sur tous les canaux construits depuis en France, il dirige l'exploitation du canal d'Orléans (1691).
- Il crée le point typographique dit point Truchet, égal à 1/1728e pied du Roi[2] (1728 = 26 x 33 ; de la nécessité du facteur 5 ?)[3].

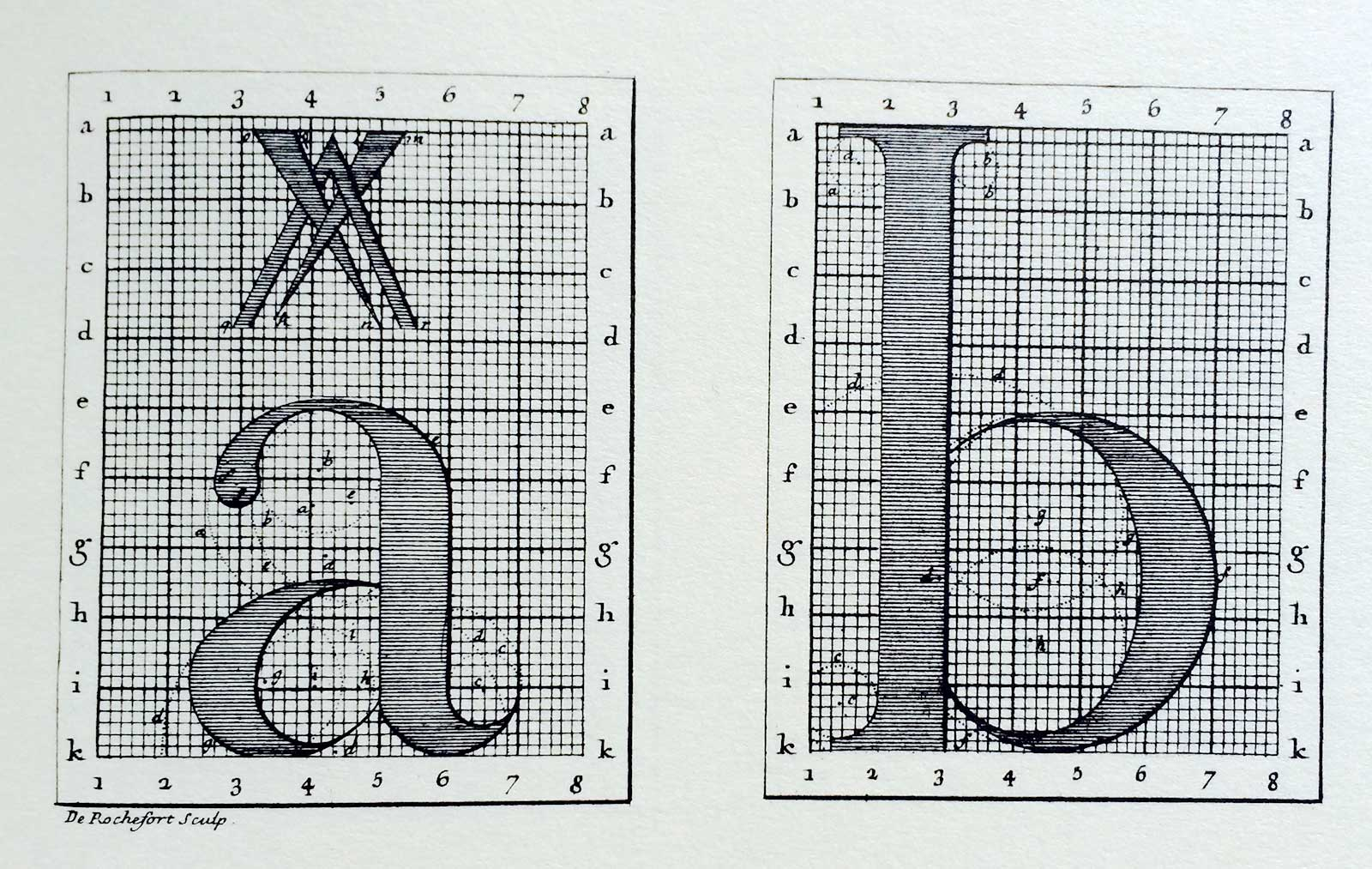
caractères (a) et (b) montrant le tableau de bits du point Truchet utilisé pour leurs constructions

- Il invente d'innombrables machines (canons, machines à transplanter les arbres, cadrans solaires, décors de théâtre, etc.)
- En 1699, il invente une rampe de chute sur un paraboloïde[4], pour l'étude de la loi de la chute des corps[5].

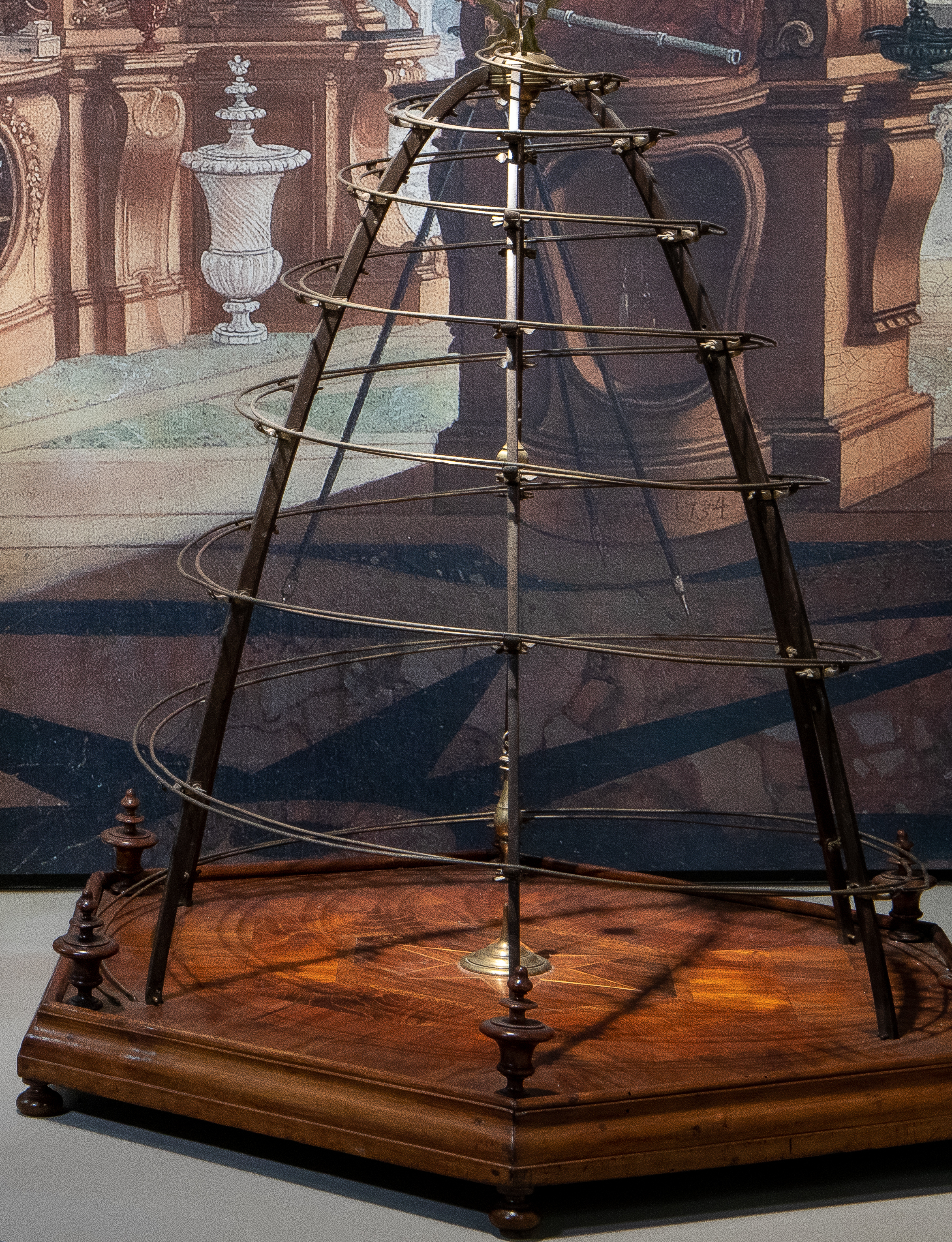
Paraboloïde de Truchet ( musée d'histoire de la physique de Padoue (it), cabinet de physique de Giovanni Poleni)
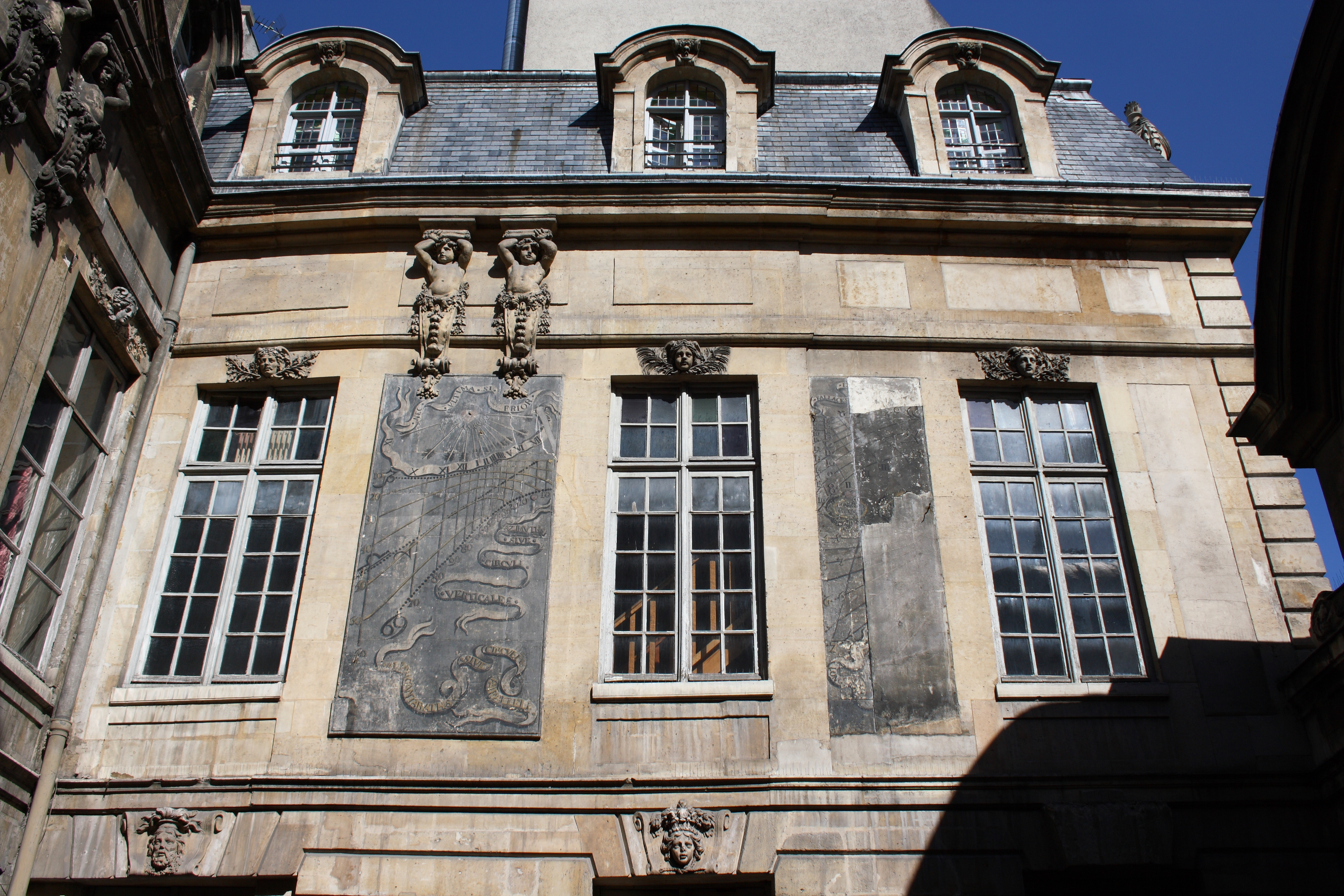
Cadrans solaires de l'Hôtel Amelot de Bisseuil à Paris

- En combinatoire, il donne également une analyse exhaustive d’un pavage non trivial, à travers la mise en œuvre d’une méthode combinatoire dite  pavages de Truchet [6],[7],[8].
- Il réussit aussi à ouvrir des montres à secret que Charles II avait offertes à Louis XIV, et reçoit pour cet exploit une pension de 600 livres de Colbert[9].

## Publication
- Méthode pour faire une infinité de desseins différens, avec des carreaux mi-partis de deux couleurs par une ligne diagonale, ou Observations du P. Dominique Douat, chez Florentin de Laulne, Paris, 1722 (lire en ligne)